# Robert Casadesus
Robert Casadesus (Parijs, 7 april 1899 - aldaar, 19 september 1972) was een Franse pianist en componist.

## Opleiding

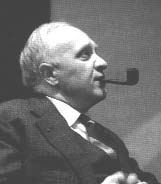
Robert Casadesus

Casadesus studeerde aan het Conservatorium van Parijs piano bij Louis Diémer waar hij de eerste prijs, Premier Prix in 1913 won en de Prix Diémer won in 1920. 

## Compositie en optredens

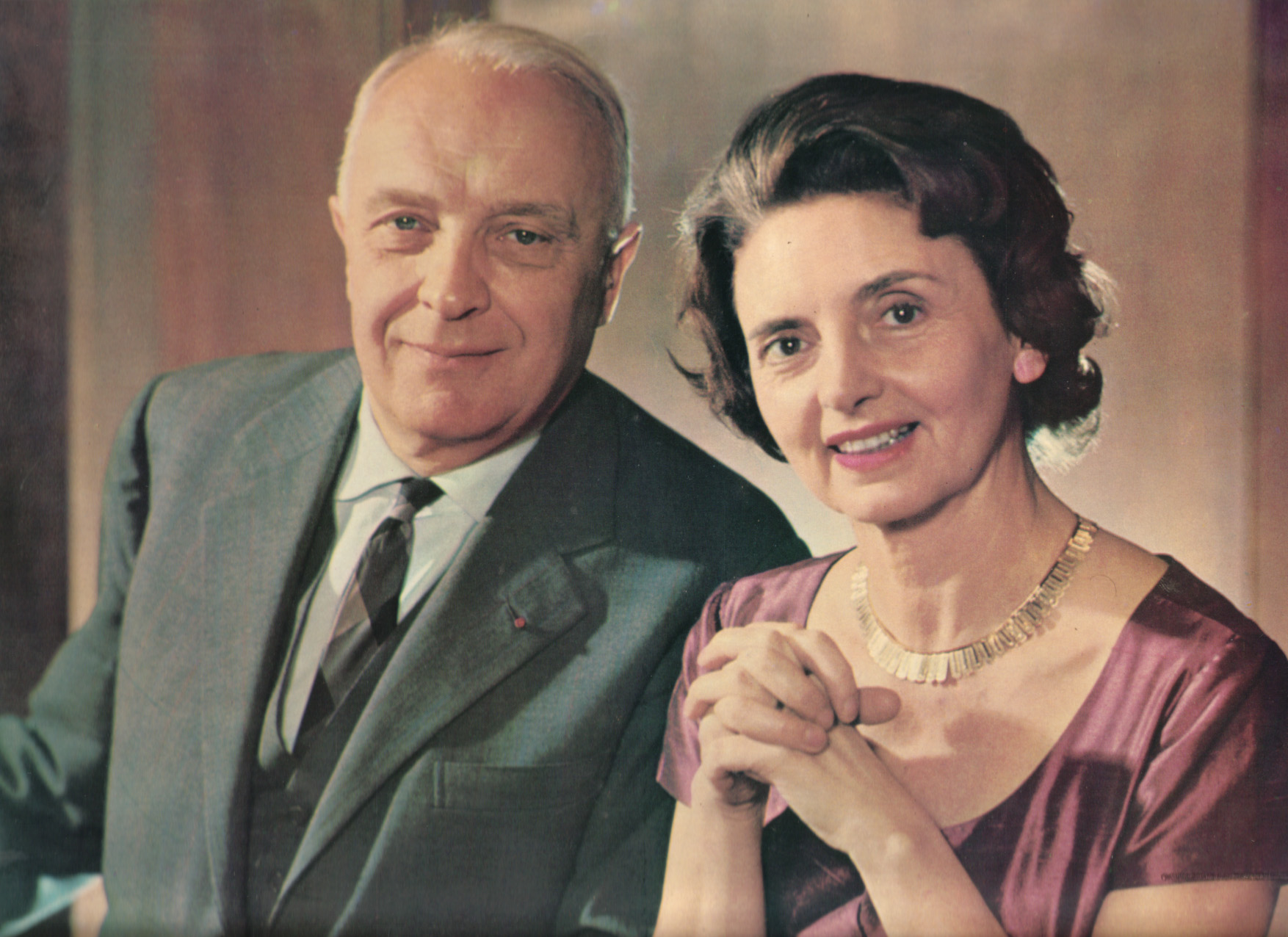
Robert en Gaby Casadesus

In 1922 begon hij in samenwerking met de componist Maurice Ravel een project om klavieruittreksels te maken van een aantal van diens werken. Casadesus en Ravel traden in die tijd ook samen op in concerten in Frankrijk, Spanje en Engeland. Casadesus bleef in veel landen wereldwijd optreden als concertpianist. Hij trad vaak op samen met de pianiste Gaby Casadesus (Gabrielle L'Hôte), met wie hij in 1921 in het huwelijk was getreden.

## Lespraktijk
Vanaf 1935 gaf Casadesus les aan het Amerikaans Conservatorium in Fontainebleau. Gedurende de Tweede Wereldoorlog verbleven hij en zijn familie in de Verenigde Staten van Amerika waar ze een huis bezaten in Princeton, New Jersey. Hij gaf daar les aan een aantal leerlingen die later zelf beroemde pianisten zouden worden uit geheel Europa en Amerika onder wie Claude Helffer en Monique Haas.

## Speelstijl en opnames

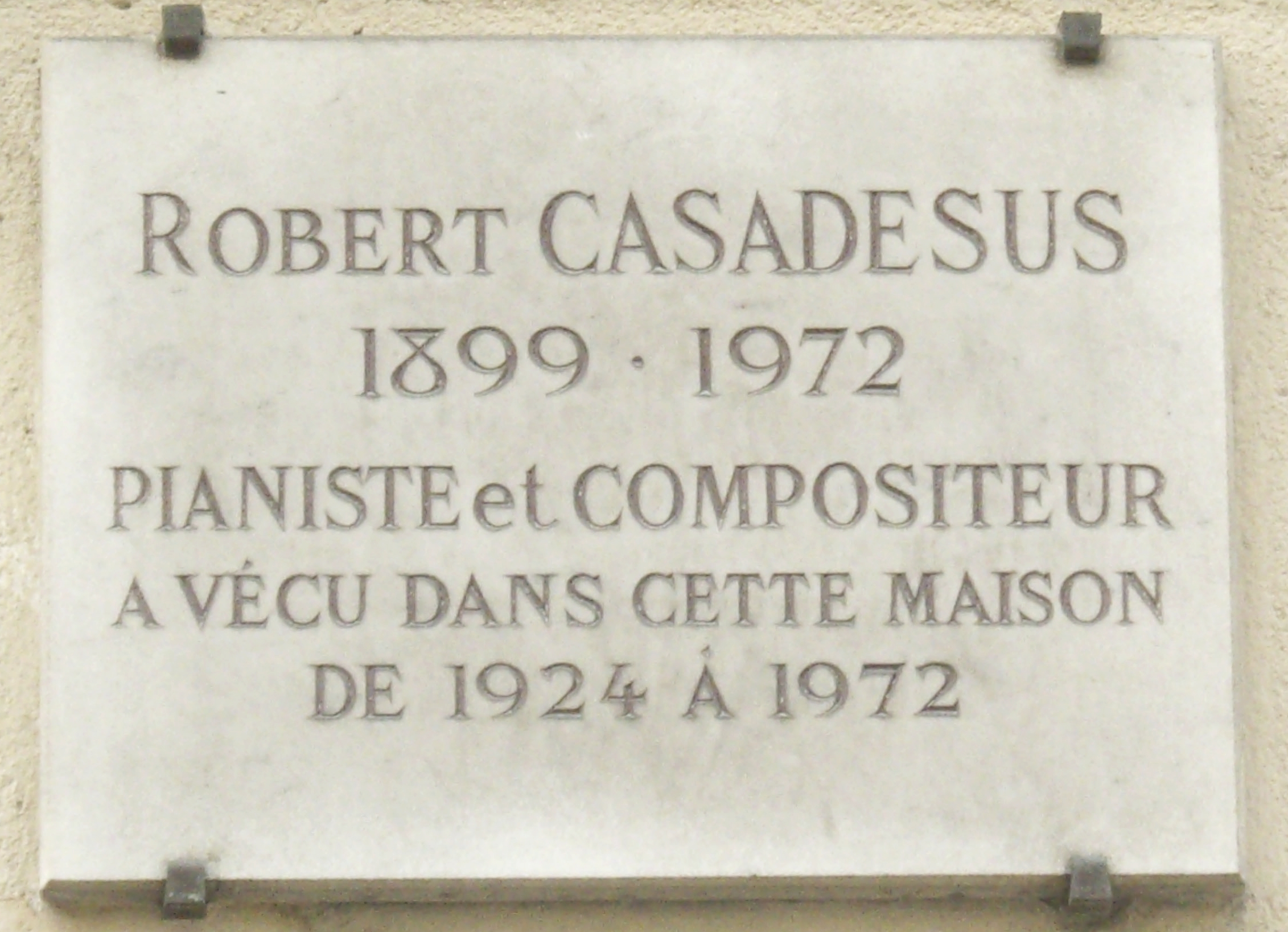
Gedenksteen op voormalige woonhuis van Casadesus in Parijs

Zijn speelstijl was klassiek en teruggehouden met een vrij delicate benadering van zowel melodie als muzieklijn. Hij werd vooral bekend als toonaangevend interpretator van de componist Mozart. Van Mozart zijn veel plaatopnamen bekend maar ook nam hij diverse muziekstukken van Ravel op alsmede de vioolsonates van Beethoven samen met de violist Zino Francescatti. Hiervan is de Kreutzer Sonata verfilmd en deze is beschikbaar gekomen op dvd. Samen met zijn vrouw en hun zoon de pianist Jean Casadesus namen ze ook de concerten voor twee en drie piano's van Mozart op met het Columbia Symphony Orchestra, het Cleveland Orchestra onder leiding van George Szell en ook met het Philadelphia Orchestra onder leiding van Eugene Ormandy. De opnamen hiervan zijn uitgegeven door Sony Classical